# Самый лучший фильм 2
«Самый лучший фильм 2» — российский фильм-пародия, продолжение «Самого лучшего фильма». Дата выхода — 22 января 2009 года.

## Сюжет
Основой данного фильма является сюжет, пародирующий мелодраму «Жара» (в сущности повторение картины, но «под другим углом»).
Четверо друзей — Моряк, Актёр, Димати и Мажор — встречаются после долгой разлуки в кафе, чтобы отметить день рождения Мажора, но внезапно Мажора похищают и требуют у его друзей баснословный выкуп — 1 000 000 евро.
Друзья отправляются на поиски денег: Моряк едет в Санкт-Петербург, где любят «алкоголиков из Москвы», чтобы продать чужую квартиру, Димати весь фильм убегает от злобных скинхедов, так как он темнокожий, Мажор нервничает и пытается сбежать, но все его попытки проваливаются, а Актёр принимает участие в различных телешоу за деньги.
После всех неудачных попыток найти деньги Моряк, Димати и Актёр собираются около озера, чтобы отправиться в прошлое и помешать Мажору сесть в машину к похитителям, но, погрузившись в него, они попадают в 1772 год во времена Екатерины II и похищают её корону. С этой короной они приходят к похитителям Мажора, но оказывается, что похищение — это розыгрыш, устроенный отцом Мажора, чтобы доказать себе, что Моряк, Димати и Актёр дружат с Мажором не из-за денег.

## В ролях
- Гарик Харламов — Моряк
- Тимур Батрутдинов — Актёр
- Дмитрий Хрусталёв — Димати
- Олег Верещагин — Мажор
- Михаил Галустян — Екатерина II

### Второстепеные и эпизодические роли
- Джулия Ванг — Проклова
- Игорь Юраш — Игорёк, бандит со шрамом, бывший актёр казанского ТЮЗа
- Павел Абдалов — бандит Паша, также актёр казанского ТЮЗа
- Татьяна Лютаева — Надежда Васильевна Шевелёва
- Екатерина Конисевич — Надя, дочь Надежды Шевелёвой
- Сергей Годин — Ираклий, «жених» Нади Шевелёвой (городской сумасшедший)
- Александр Числов — Адольф Гитлер
- Михаил Ефремов — Александр Олегович, папа моряка
- Александр Баширов — Афанасий Григорьевич, папа «мажора»
- София Тайх — мачеха мажора
- Владимир Капустин — Гармаш
- Кристина Бабушкина — физрук
- Галина Чурилина — псевдо-Екатерина II
- Алексей Куличков — камео
- Сергей Лазарев — камео
- Фёдор Бондарчук — камео
- Алексей Панин — камео
- Юрий Гальцев — глашатай
- Дмитрий Нагиев — Геннадий Малахов / Афанасий Узда, целитель-отшельник из Хабаровского края / оценщик Шпайзман

## Фильмы — объекты пародий
- «Жара» — основа фильма.
- «Неваляшка» — образ Актёра.
- «Остров»
- «Мы из будущего» — Моряк, Актёр и Димати отправляются в прошлое, чтобы спасти Мажора, но попадают в другое время.
- «12» — Димати, убегая от скинхедов, забегает в школу и прячется в спортзале, где увидел сидящих за столом 12 человек.
- «Кошмар на улице Вязов» — в одном из коридоров Останкино Актёр видит трёх девочек со скакалкой, поющих считалочку про Фредди Крюгера.
- «Ирония судьбы. Продолжение» — Моряк едет в Санкт-Петербург, чтобы продать чужую квартиру.
- «Меченосец»
- «Граф Монте-Кристо» — к Мажору в камеру проникает аббат Фариа, и при этом звучит музыка из одноимённого фильма 1998 года.
- «Поездка в Америку» — начало фильма, когда должен быть день рождения Мажора.

## Телепередачи — объекты пародий
- «Король ринга»
- «Малахов+»
- «Такси»
- «Шоу Бенни Хилла»

## Саундтрек
В фильме использованы следующие музыкальные композиции:
1. Василий Агапкин — Прощание славянки
2. Микаэл Таривердиев — Ожидания праздника (из к/ф «Ирония судьбы, или С лёгким паром!»)
3. Uma2rmaH — Весеннее обострение
4. Алла Пугачёва & Кристина Орбакайте — Опять метель
5. Ногу Свело! — Хару Мамбуру
6. Тимати feat. DJ Dlee — В клубе
7. OST The Benny Hill Show — Yakety Sax
8. Nat King Cole — Autumn Leaves
9. Эдуард Артемьев — Финал (из к/ф «Свой среди чужих, чужой среди своих»)
10. Вопли Видоплясова — Були на селі
11. Uma2rmaH — Че Гевара

## Создатели
- Режиссёр-постановщик: Олег Фомин
- Продюсеры: Артак Гаспарян, Гарик Харламов
- Авторы сценария: Гарик Харламов, Михаил Гуликов, Артак Гаспарян
- Режиссёр: Артак Гаспарян

## Мнения создателей и исполнителей
Артак Гаспарян:
«Самый лучший фильм» был наш первый фильм, первый отечественный эксперимент в жанре кинопародии. Мы многому научились, и второй фильм будет сделан более качественно как и по юмору, так и по динамике. Мы безусловно учли все ошибки, которые были заметны в нашей первой картине.
Гарик Харламов:
Мы спародируем более интересные картины: «Остров», «12», «Ирония судьбы. Продолжение», «Меченосец». После «Comedy» я не боюсь ничьей реакции. Ну обидятся, возмутятся, значит, это люди без чувства юмора, не для них мы снимали кино. Мы пародировали не идею, а персонажей.